# Életfilozófia
Az életfilozófia kifejezés önmagában és eredeti értelmezésében az emberi jellem megalapozását jelentő, világszemlélethez kapcsolható szavunk, ami nem filozófiai kategória, ám szorosan kapcsolódik az etika, lételmélet és egzisztencializmus témájához. 
A vallások a világ magyarázata mellett a megfelelő életmódot is leírják.

## Filozófusok, akik foglalkoztak az életfilozófia témájával
- Henri Bergson

## Lásd még
- Az élet értelme